# Ma đạo tổ sư (tiểu thuyết)
Ma đạo tổ sư (tiếng Trung: 魔道祖师) là một bộ tiểu thuyết đam mỹ về chủ đề tiên hiệp của tác giả Mặc Hương Đồng Khứu (Tiếng Trung: 墨香铜臭), được phát hành đầu tiên qua trang mạng văn học Tấn Giang của Trung Quốc.
Tiểu thuyết này đã được mua bản quyền tại 15 nước gồm Trung Quốc, Anh, Nga, Nhật Bản, Thái Lan, Hàn Quốc,Myanmar, Hungary, Việt Nam, Đức, Brazil, Ý, Pháp, Tây Ban Nha và Kazakhstan. Tại Trung Quốc, nhà xuất bản Văn nghệ Tứ Xuyên đã sửa tên tiểu thuyết thành "Vô ki" khi xuất bản cuốn đầu tiên. Tiểu thuyết cũng đã được chuyển thể thành truyện tranh, kịch truyền thanh bản Nhật và Trung, phim hoạt hình,manga, bản truyền hình và đều thu được thành công vang dội.

## Nội dung
Tiểu thuyết có cốt truyện xoay quanh hai nhân vật chính là Ngụy Anh (Ngụy Vô Tiện) và Lam Trạm (Lam Vong Cơ); bối cảnh truyện là thế giới tiên hiệp có tiên môn bách gia, trong đó Vân Mộng Giang thị, Cô Tô Lam thị, Lan Lăng Kim thị, Kỳ Sơn Ôn thị, Thanh Hà Nhiếp thị là năm nhà lớn nhất. Trong năm đại thế gia, Kỳ Sơn Ôn thị là gia tộc mạnh nhất, áp bức các tộc còn lại. Ôn thị ngang ngược, tội ác tày trời, lại như "mặt trời ban trưa", khiến sinh linh đồ thán. Thế gia nghĩa sĩ trên giang hồ phát động “ Xạ Nhật Chi Chinh ”, vì trượng nghĩa mà hợp lực thảo phạt Ôn gia. “Di Lăng Lão Tổ” Nguỵ Vô Tiện mặc dù lập được công lớn, nhưng lại tu luyện tà đạo, bị kẻ gian bày mưu hãm hại, cuốị cùng người đời thóa mạ, vạn quỷ phản phệ chết không toàn hồn. Sau 13 năm, Nguỵ Vô Tiện lại lần nữa xuất hiện, cùng Cô Tô Lam Thị - Lam Vong Cơ, Vân Mộng Giang Thị - Giang Trừng tương ngộ. Từ đây những ân oán tiền kiếp và bí ẩn trong giang hồ dần dần được hé lộ.

## Nhân vật

### Ngụy Anh (魏婴 - Wèi Yīng)
Tự: Vô Tiện (Tiếng Trung: 无羡 - Wúxiàn)
Hiệu: Di Lăng lão tổ (夷陵老祖 - Yílíng Lǎozǔ)
Pháp khí: sáo Trần Tình (陈情), Âm Hổ Phù (阴虎符)
Bội kiếm: Tùy Tiện (随便|)
”Đúng sai ở mình, khen chê do người, không bàn được mất”
Tướng mạo tuấn mỹ, tính tình hoạt bát phóng khoáng, tu vi lợi hại còn trẻ đã thành danh, xếp hạng 4 trong bảng Thế gia công tử. Lúc 5 tuổi, cha mẹ hắn mất lúc săn đêm, lưu lạc đến 9 tuổi thì được Giang Phong Miên đưa về Liên Hoa Ổ chung sống với Giang Trừng và Giang Yếm Ly. Cả ba lớn lên cùng nhau và xem nhau như người nhà. Năm 15 tuổi Nguỵ Anh được đưa đến Cô Tô Lam Thị học, hắn quen biết Lam Vong Cơ và Nhiếp Hoài Tang tại đây. Tính tình hoạt bát náo nhiệt, trái ngược hoàn toàn với Lam Vong Cơ, Nguỵ Anh thường xuyên chọc phá y và khiến y chú ý tới mình. Tuy mối quan hệ của hai người lúc còn theo học ở Cô Tô không tốt. Nhưng khi ở động Đồ Lục Huyền Vũ, Lam Trạm đã ở lại giúp đỡ và cứu Nguỵ Anh một phen, cả hai đã sát cánh để tiêu diệt con yêu thú này.
Sau này, Kỳ Sơn Ôn thị huyết tẩy Liên Hoa Ổ, Ngụy Anh chạy trốn cùng Giang Trừng, sau đó Giang Trừng vì muốn cứu Ngụy Anh nên đã cố tình để bị bắt. Ngụy Anh muốn cứu Giang Trừng nên lẻn vào trại giám sát của Ôn thị tại Liên Hoa Ổ, nhờ sự giúp đỡ của Ôn Ninh và tỷ tỷ Ôn Tình cứu được Giang Trừng - lúc này đã bị Ôn Trục Lưu nung chảy kim đan. Ngụy Anh sau đó đã nói dối với Giang Trừng rằng có thể lên núi gặp Bảo Sơn Táng Nhân để chữa kim đan cho y, nhưng thực tế Nguỵ Anh đã nhờ Ôn Tình mổ đan của bản thân hắn trao cho Giang Trừng. Từ đây, Nguỵ Vô Tiện mất đi linh lực, không bao giờ quay lại con đường chính đạo được nữa. Sau khi mất đan thân thể yếu ớt, Nguỵ Anh bị Ôn Triều bắt được và ném xuống Loạn Táng Cương - chiến trường cổ chứa một núi xác, âm khí nặng nề, rơi vào sẽ bị vạn quỉ xé nát linh hồn, không bao giờ có thể thoát ra. Nguỵ Anh bặt vô âm tín 3 tháng, khi xuất hiện trở lại trước mắt Giang Trừng và Lam Trạm là vào giữa trận Xạ Nhật chi chinh, và đã tu luyện thành công ma đạo. Với các phát minh bùa triện triệu tà, sáo Trần Tình và đặc biệt là Âm Hổ Phù uy lực tối thượng, Nguỵ Anh đã lập được nhiều công lao hiển hách trong suốt trận chiến.
Sau trận Xạ Nhật, vì trả ơn tỷ đệ Ôn Ninh, Ngụy Anh kiên quyết đối đầu lại với huyền môn thế gia, vờ tách khỏi Vân Mộng Giang thị để bảo vệ Giang thị khỏi chỉ trích, khốn thủ Loạn Táng Cương. Cũng tại đây, Nguỵ Anh tinh luyện Ôn Ninh thành hung thi đầu tiên có tri giác, sau được người đời gọi là Quỷ tướng quân. Ngày đầy tháng con trai Giang Yếm Ly, hắn tại Cùng Kỳ Đạo bị Lan Lăng Kim thị - dẫn đầu là Kim Tử Huân - chặn giết, sau đó bị hãm hại mà mất khống chế, vô tình để Ôn Ninh giết chết Kim Tử Hiên (phu quân của Giang Yếm Ly) đang khuyên ngăn. Tỷ đệ Ôn Ninh sau đó đi thỉnh tội ở Bất Dạ Thiên, để huyền môn thế gia tha cho tàn đảng Ôn thị, nhưng Kim thị lại lật lọng, còn muốn giết cả Ngụy Anh nhằm đoạt lấy Âm Hổ Phù. Sự việc này bị Nguy Anh chứng kiến, hắn đã sử dụng Trần Tình điều khiển thi chống lại huyền môn thế gia. Giữa trận chiến, sư tỷ hắn là Giang Yếm Ly chạy tới ngăn lại, nhưng vì bảo vệ hắn mà bị sát hại. Ngụy Anh mất khống chế trước cái chết của sư tỷ, bạo phát sáp nhập hai mảnh Âm Hổ Phù, Huyết Tẩy Bất Dạ Thiên. Nguỵ Anh đã được Lam Trạm - lúc này cũng đã trọng thương - cứu đi khỏi Bất Dạ Thiên, mang hắn vào một hang núi gần Loạn Tán Cương, túc trực ở bên truyền linh lực sang cho hắn, sau đó quay về Cô Tô lĩnh phạt 33 vết giới tiên và bế quan một thời gian dài. Lúc bấy giờ, tiên môn bách gia bao vây Loạn Tán Cương để diệt trừ Di Lăng Lão Tổ, Nguỵ Anh vì hủy Âm Hổ Phù nên bị phản phệ mà chết, hồn phách vỡ vụn.
13 năm sau, Ngụy Anh sống lại do được Mạc Huyền Vũ hiến xá với thỉnh cầu thay mình trả thù người nhà Mạc gia. Tại đây, Nguỵ Anh gặp được đám tiểu bối Lam thị đang làm nhiệm vụ, và phải đối mặt với “cánh tay quỷ" không rõ nguồn gốc. Khi đinh ra tay giúp bọn trẻ thì Lam Vong Cơ xuất hiện tương trợ, Nguỵ Anh liền bỏ chạy khỏi Mạc gia với con lừa hoa Tiểu Bình Quả. Ở núi Đại Phạn, Nguỵ Anh vô tình thổi lại khúc nhạc ngày xưa Lam Trạm sáng tác tại động Đồ Lục Huyền Vũ mà chỉ có hai người biết, làm y lập tức nhận ra Nguỵ Anh đã trở về. Lam Vong Cơ muốn bảo hộ cho Nguỵ Anh, nên đã đem hắn về Vân Thâm Bất Tri Xứ, hai người từ đây cũng bắt đầu đồng hành truy tìm tung tích chủ nhân của cánh tay quỷ mà Lam Trạm thu được từ Mạc gia. Trong hành trình cùng Lam Vong Cơ lần theo vết tích, cả hai đã dần dần tìm được chân tướng đáng sợ của hết thảy mọi việc năm xưa, rửa sạch oan khuất cho Di Lăng Lão Tổ. Trên chặng đường đủ loại tư vị hỉ nộ này, Ngụy Anh dần hiểu rõ tâm ý của mình với Lam Trạm, cũng như biết được Lam Trạm ôm tâm tư vì mình mà buồn khổ suốt nhiều năm. Lúc mọi chuyện kết thúc, cả hai liền kết thành đạo lữ, cùng nhau quy ẩn, sóng vai săn đêm không màng tiên môn thế sự.

### Lam Trạm (蓝湛 - Lán Zhàn)
Tự: Vong Cơ (忘机 - Wàngjī)
Hiệu: Hàm Quang quân (含光君 - Hánguāng-jūn)
Bội kiếm: Tị Trần (避尘)
Thất huyền cổ cầm: Vong Cơ cầm (忘机)
”Hữu phỉ quân tử, chiếu thế như châu, cảnh hành hàm quang, phùng loạn tất xuất”
Xuất thân là Nhị công tử của Cô Tô Lam Thị, tướng mạo điệt lệ, mắt màu lưu ly, tính cách có phần lạnh lùng, muộn tao, thực chất có phần ương ngạnh, đôi lúc vô tắc. Từ nhỏ đã là đệ tử gương mẫu đoan chính, chưởng phạt của Cô Tô Lam Thị. Ngày nhỏ, mỗi tháng y chỉ gặp được mẫu thân  mỗi tháng một lần, đến năm 6 tuổi thì mẫu thân qua đời. Y quen biết Ngụy Vô Tiện khi hắn đến Vân Thâm Bất Tri Xứ học nghệ. Sau Thanh Đàm Thịnh Hội ở Kỳ Sơn, Vân Thâm Bất Tri Xứ bị Ôn Húc kéo quân tới một mồi lửa đốt rụi, Lam tông chủ Thanh Hành Quân vì trọng thương quá mức nên không qua khỏi, huynh trưởng Lam Hi Thần mang theo bảo vật trong Tàng Thư Các trốn đi không rõ, bản thân Lam Trạm vì cố thủ Vân Thâm mà bị đánh gãy một chân. Ở Mộ Khê Sơn, sau khi tạo cơ hội cho con em thế gia chạy trốn, y và Ngụy Vô Tiện ở lại trong động cùng nhau tiêu diệt Đồ Lục Huyền Vũ. Xạ Nhật Chi Chinh nổ ra, sau khi gặp lại Ngụy Anh và thấy hắn tu quỷ đạo, vì lo lắng cho hắn mà y đã nhiều lần khuyên can nhưng luôn bị Ngụy Anh hiểu lầm là y muốn đối địch với hắn. Tại Bất Dạ Thiên, y bất chấp tất cả cứu Ngụy Anh, vì bảo vệ Ngụy Anh mà đả thương 33 trưởng bối, bị phạt 33 giới tiên, bế quan 3 năm. Không ngờ 3 tháng sau trận huyết tẩy tại thành Bất Dạ, y nghe được tin Ngụy Anh đã chết liền lập tức chạy đến Loạn Táng Cương trong tình trạng trọng thương, phát hiện Ôn Uyển thoi thóp trong hốc cây liền mang về thu làm nghĩa tử, sửa tên thành Lam Nguyện, tự Tư Truy, "Tư quân bất khả truy". Y không tin Ngụy Anh đã chết nên vẫn chờ đợi Ngụy Anh trở về. Trong khoảng thời gian đợi chờ ấy,y vẫn giữ thói quen lúc trẻ ra ngoài săn đêm,giúp dân trừ tà nên danh tiếng rất tốt,vì thế nên được ca tụng là "Hàm Quang Quân".Mười ba năm sau, y vô tình tìm lại được Ngụy Anh trong thân xác Mạc Huyền Vũ, cùng nhau truy tìm nguồn gốc của cánh tay quỷ tại Mạc gia, từ đó hóa giải hiểu lầm, bộc lộ tâm ý và trở thành đạo lữ, quy ẩn núi rừng.

### Vân Mộng Giang thị(云梦江氏 - Yún Mèng Jiāng Shì)
Giang thị là một gia tộc ở Liên Hoa Ổ tại Vân Mộng. Tông chủ hiện tại của gia tộc này là Giang Trừng, kế nhiệm tông chủ đời trước Giang Phong Miên.
Tổ tiên của Vân Mộng Giang thị vốn là những hiệp khách giang hồ, trừ gian diệt ác, bảo hộ bá tánh nên những người theo Vân Mộng Giang thị thường có tính tình hiền lành, sẵn sàng tương trợ người khác, không dung túng cái xấu. Liên Hoa Ổ là nơi trù phú, sản vật giàu có quanh năm, ăn uống linh đình, mọi người đều sống rất chan hoà, không có nhiều phân biệt trên dưới.

#### Giang Phong Miên (江枫眠 - Jiāng Fēng Mián)
Giang Phong Miên là tông chủ đời trước của Vân Mộng Giang thị và cũng là phụ thân của Giang Trừng. Ông là một người lương thiện, chính trực và hiền hòa. Ngụy Trường Trạch - phụ thân Ngụy Anh - cũng từng là gia phó của ông trước khi cùng Tàng Sắc Tán Nhân kết thành đạo lữ. Khi Tàng Sắc Tán Nhân xuất sơn chu du thiên hạ, bà đã đặt chân đến Vân Mộng, hữu duyên cùng ông săn đêm vài lần và cả hai đều tán thưởng lẫn nhau . Vì thế nên cha mẹ của Ngụy Vô Tiện cũng là bằng hữu tốt của ông. Giang Phong Miên có cuộc hôn nhân sắp đặt với Ngu Tử Diên để củng cố gia tộc. Phần cũng vì ông đối xử với con trai mình lạnh nhạt và nghiêm khắc nên mới khiến Giang Trừng và Ngu phu nhân hiểu lầm rằng ông không thương con trai. Vì không dám nói ra tình cảm của mình, thêm vào đó là ảnh hưởng từ những lời đồn đại sai trái của thế nhân về mối quan hệ giữa ông và Tàng Sắc Tán Nhân nên Giang Phong Miên luôn bị vợ của mình hiểu lầm, hai người luôn xảy ra tranh cãi, bất hòa. Tuy là vợ chồng đã lâu năm nhưng Giang Phong Miên và Ngu Tử Diên lại sống cách biệt và cai quản ở hai khu vực khác nhau. Bi kịch của họ xảy ra khi Vân Mộng Giang thị bị diệt môn trong lúc ông cùng một vài môn sinh của Giang gia đến Ôn gia đòi kiếm cho Ngụy Anh,Giang Trừng và mười mấy môn sinh khác. Giang Phong Miên sau khi trở về  và được Ngụy Anh và Giang Trừng - khi đấy đang bị trói trên thuyền, báo tin đã ngay lập tức trở về Liên Hoa Ổ chiến đấu. Cuối cùng vợ chồng ông tử thủ Liên Hoa Ổ.

#### Ngu phu nhân, Ngu Tử Diên (虞紫鸢 - Yú Zǐ Yuān)
Hiệu: Tử Tri Chu (con nhện tím)
Vũ khí: Tử Điện (sau được truyền lại cho Giang Trừng)
Ngu Tử Diên xuất thân từ danh gia vọng tộc Mi Sơn Ngu thị, trong nhà đứng hàng thứ ba, nên còn được gọi là Ngu Tam nương tử. Trong huyền môn có danh hiệu Tử Tri Chu khiến bao người phải khiếp sợ. Bà chính là mẹ ruột của Giang Trừng, đồng thời cũng là phu nhân của Giang Phong Miên, lúc trước còn từng là đồng tu của ông. Tính tình lạnh lùng, nghiêm nghị và khắc nghiệt, không thích giao thiệp với người khác. Một phần bà không theo họ chồng vì đây là hôn nhân sắp đặt, thêm việc thái độ Giang Phong Miên đối với bà cũng không quá mặn nồng. Tu chân giới gọi bà là Ngu phu nhân mà không phải Giang phu nhân. Vậy nhưng thực chất, bà có tình cảm với ông trước cả khi biết đến hôn sự ấy.
Sau khi gả cho Giang Phong Miên, bà quanh năm ra ngoài săn đêm và có hai hầu gái tâm phúc là Kim Châu và Ngân Châu theo bên cạnh. Dù năm đó, Mi Sơn Ngu Thị phối hôn Vân Mộng Giang Thị phần lớn là vì lợi ích gia tộc nhưng bà lại yêu Giang Phong Miên, do nghe thấy những lời đồn đại không hay về mối quan hệ giữa chồng và Tàng Sắc tán nhân, bà đã hiểu lầm và nghĩ rằng Giang Phong Miên không hề thích mình, cưới mình cũng vì bị ép buộc. Dù cho Giang Phong Miên có giải thích thế nào bà cũng không chịu tin, cộng thêm việc ông bảo bọc cho Ngụy Vô Tiện, khích lệ y như con ruột thay vì làm điều đó với Giang Trừng, thế nên giữa hai người hay xảy ra tranh cãi. Chủ yếu những cuộc tranh cãi là quanh Nguỵ Vô Tiện - hài tử của Tàng Sắc Tán Nhân - và Giang Trừng.
Là mẫu người có quan niệm rất nặng về tôn ti, từ khi Ngụy Vô Tiện còn nhỏ bà thường dùng Tử Điện quất mắng, luôn so đo sự quan tâm của chồng với Nguỵ Vô Tiện và Giang Trừng, thường xuyên chỉ cây dâu mắng cây hòe, trừng phạt nặng Ngụy Vô Tiện. Ngụy Vô Tiện trong mắt bà luôn là "con trai gia nô" dù cho hắn là đại đệ tử Giang thị và cha hắn Nguỵ Trường Trạch đã thoát ly Giang gia trở thành tán tu. Thế nên khi đối mặt với Vương Linh Kiều,bà đã ủng hộ câu nói " Người hầu phải có dáng vẻ của người hầu" của ả ta.
Kỳ Sơn Ôn thị muốn thiết lập Liên Hoa Ổ thành "giám sát liêu". Không thể chịu đựng được sỉ nhục này, Ngu phu nhân trở mặt và tử chiến với Ôn Thị, bà đã đưa con trai duy nhất của mình, cùng với Ngụy Vô Tiện thoát ra Liên Hoa Ổ. Khi đó, bà đã trao lại pháp khí của mình là Tử điện cho Giang Trừng, yêu cầu Nguỵ Vô Tiện có chết cũng phải bảo vệ Giang Trừng. Bà không chờ chồng mà quyết đoán ở lại tử thủ Liên Hoa Ổ, sau khi Giang Phong Miên trở lại, hai người chiến đấu và chết dưới tay bè đảng Ôn Triều, Vân Mộng bị diệt.

#### Giang Yếm Ly(江厌离 - Jiāng Yànlí)
Giang Yếm Ly là trưởng nữ của Giang Phong Miên và Ngu Tử Diên, tỷ tỷ của Giang Trừng và là sư tỷ của Ngụy Anh. Nàng là một người ôn nhu, tốt bụng, luôn săn sóc, bảo vệ Ngụy Vô Tiện. Nàng có một cuộc hôn nhân sắp đặt với Kim Tử Hiên từ nhỏ vì mẹ của họ là bạn thân. Ban đầu Kim Tử Hiên không thích nàng, thậm chí chế giễu nàng chẳng có gì đặc sắc. Giống như mẹ mình, Giang Yếm Ly có tình cảm với Kim Tử Hiên từ trước nhưng vì thái độ cũng như hiểu nhầm của hôn phu mà đã hủy bỏ hôn ước, cho đến khi Kim Tử Hiên hóa giải hiểu lầm với nàng và nảy sinh tình cảm, theo đuổi nàng. Sau khi kết hôn, họ có một hài tử là Kim Lăng, gia đình vô cùng hạnh phúc. 
Nhưng hạnh phúc chưa tròn, Kim Tử Hiên và Giang Yếm Ly đã lần lượt bị sát hại tại Cùng Kỳ Đạo và Bất Dạ Thiên, lí do nàng chết là vì chạy ra đỡ một kiếm cho Ngụy Vô Tiện khi hắn đang bị vây đánh ở thành Bất Dạ Thiên, lúc bây giờ nàng vừa mới sinh con, chồng cũng vừa mất và đêm ấy nàng còn đang chịu tang cùng mẹ chồng. Nàng qua đời để lại hài tử vừa tròn một tháng - Kim Lăng - cho Giang Trừng chăm sóc, nàng cũng ra đi trong vòng tay của y, nhưng lời cuối đều dành cho Ngụy Vô Tiện.

#### Giang Trừng (江澄 - Jiāng Chéng)
Tự: Vãn Ngâm (晚吟 - Wǎnyín)
Hiệu: Tam Độc thánh thủ (三毒圣手 - Sāndú shèngshǒu)
Bội kiếm: Tam Độc
Vũ khí: Tử Điện (roi điện, khi thu lại sẽ hóa thành một chiếc nhẫn đính Tử tinh thạch)
Giang Trừng là tông chủ hiện tại của Vân Mộng Giang thị, là đệ đệ của Giang Yếm Ly, sư đệ của Ngụy Anh và là cữu cữu của Kim Lăng. Hắn là một người thẳng tính và nghiêm khắc, cao ngạo tự tin, hiếu thắng vô cùng, yêu ghét rõ ràng nhưng xử sự có phần "độc". Ban đầu hắn có mối quan hệ huynh đệ rất tốt với Ngụy Anh, dù rằng thường xuyên phải "chùi mông" cho những trò nghịch ngợm tinh quái của sư huynh mình. Tuy nhiên, sau huyết tẩy Liên Hoa Ổ, mối thù diệt môn của Giang Trừng đối với Ôn thị quá lớn, việc Ngụy Anh vì báo ân mà bảo vệ cho tàn dư Ôn thị (tàn đảng Ôn Tình, Ôn Ninh) sau trận Xạ Nhật đã tạo ra vết nứt trong mối quan hệ của bọn họ, dù tỷ đệ Ôn Tình trước đó là ân nhân cứu mạng của hắn, giúp trộm tiên khí và di thể phụ mẫu Giang Trừng ra Liên Hoa Ổ. Ngụy Anh đã quyết đoán tách khỏi Vân Mộng, yêu cầu Giang Trừng giả vờ đoạn tuyệt quan hệ với mình. 
Vết nứt trong tình huynh đệ của hai người càng nứt vỡ nhiều hơn khi Ngụy Anh bị người hãm hại mà mất khống chế tại Cùng Kỳ Đạo giết chết Kim Tử Hiên. Mối quan hệ giữa 2 người đã đổ vỡ sau cái chết của Giang Yếm Ly tại thành Bất Dạ Thiên vì bảo vệ Ngụy Anh.
Sau trận huyết tẩy Bất Dạ Thiên, Giang Trừng đã dẫn đầu bách gia, bao vây Loạn Táng Cương, với khẩu hiệu "Tiêu diệt Di Lăng Lão Tổ". Sau khi Ngụy Vô Tiện phản phệ vì hủy Âm Hổ phù mà chết, Giang Trừng cùng các thế gia khác tiêu diệt tàn đảng Ôn Tình đang sống tại Loạn Táng Cương. Đứa trẻ của Giang Yếm Ly và Kim Tử Hiên-Kim Lăng được Giang Trừng mang về nuôi nấng, dạy dỗ. Trong 13 năm ấy, Giang Trừng bắt những tu sĩ tu ma đạo mà y nghi ngờ là Ngụy Vô Tiện đoạt xá về tra tấn nhằm tìm lại Ngụy Vô Tiện.
Về sau, khi Ngụy Anh hiến xá trở về, tất cả sự việc chôn giấu ngày xưa được phơi bày, Di Lăng Lão Tổ được minh oan, Giang Trừng mới biết được mặc dù năm xưa hắn vì Ngụy Anh mà mất kim đan, Ngụy Anh lại nhờ sự giúp đỡ của Ôn Tình mà nhường kim đan cho hắn. Mối hận giết tỷ phu và mối hận sư tỷ vì bảo vệ Ngụy Anh mà chết, hắn cuối cùng cũng phải buông bỏ. Nhưng bởi vì nỗi ân hận năm đó hiểu lầm Ngụy Anh, lại thêm sự tủi hổ về kim đan ( Ngụy Anh vẫn không biết nguyên do thực sự của việc hắn bị mất đan), cùng với mối quan hệ đã tan vỡ từ rất rất lâu về trước, Giang Trừng đến cuối cùng vẫn không thể cùng Ngụy Anh nối lại tình huynh đệ. Hiểu lầm được hóa giải, nhưng mọi chuyện không thể quay trở lại, lời hứa Vân Mộng song kiệt năm nào vĩnh viễn tan thành mây khói. Và tất nhiên, chuyện hắn hi sinh bản thân chạy ra khỏi con hẻm dụ Ôn thị đi, sau đó ăn giới tiên và bị hóa đan cũng bị chôn vùi từ đó. 

### Cô Tô Lam thị (姑苏蓝氏 - Gū Sū Lán Shì)
Cô Tô Lam thị là một môn phái tu tiên, tọa lạc tại Vân Thâm Bất Tri Xứ, một ngọn núi nằm tại ngoại thành Cô Tô. Tông chủ hiện tại là Lam Hoán (Lam Hi Thần). 

#### Lam An
Lam An là gia chủ đời đầu của Cô Tô Lam thị, cùng thời với Ôn Mão và Bão Sơn Tán nhân. Ông vốn là hoà thượng, sau đó hoàn tục và theo đuổi việc tu tiên. Đây cũng là lý do tại sao Cô Tô Lam thị luôn có lối sống đạm bạc, cơm trắng cải xanh, xa lánh hồng trần và luôn luôn tuân theo khuôn khổ. Đời gia chủ truyền lại hơn 3000 điều gia quy răn dạy con cháu Lam thị.

#### Lam Dực
Lam Dực là cháu gái của tổ tiên Lam gia Lam An, là tông chủ đời thứ ba, đồng thời cũng là nữ tông chủ duy nhất trong lịch sử của Cô Tô Lam thị.
Bà là người sáng tạo ra tuyệt học Huyền Sát Thuật của Lam gia. Trong tiểu thuyết gốc, chương 55 có viết:
"Huyền sát thuật là một trong bí kỹ của Cô Tô Lam thị, do cháu gái của Lam An, tổ tiên lập nhà - gia chủ đời thứ ba - Lam Dực sáng chế và truyền lại. Lam Dực cũng là nữ gia chủ duy nhất của Cô Tô Lam thị, tu đàn, đàn có bảy dây, có thể tháo lắp, bảy sợi thô to từng bước chuyển thành dây mảnh nhỏ, một khắc trước ngón tay trắng tuyết mềm mại còn đàn ra làn điệu thanh cao trong trẻo, một khắc sau đã có thể xẻ xương gót thịt ra như bùn, trở thành hung khí chí mạng trong tay nàng.
Lam Dực sáng tạo nên Huyền sát thuật là để ám sát, bởi vậy khá bị lên án, chính Cô Tô Lam thị cũng có đánh giá khá tế nhị về vị tông chủ này, nhưng không thể phủ nhận, Huyền sát thuật cũng là một loại thuật pháp đánh cận chiến có lực sát thương mạnh nhất trong bí kỹ của Cô Tô Lam thị."

#### Lam Hoán (蓝涣 - Lán Huàn)
Tự: Hi Thần (曦臣 - Xīchén)
Hiệu: Trạch Vu quân (泽芜君 - Zéwú-jūn)
Bội kiếm: Sóc Nguyệt (朔月)
Ống tiêu bạch ngọc: Liệt Băng (裂冰)
Thường được nhắc đến bằng tên tự Lam Hi Thần, là đại thiếu chủ của Cô Tô Lam thị, nổi danh hoà nhã anh tuấn, tu vi ấn tượng tư chất hơn người, là một trong hai môn sinh mà Lam Khải Nhân đắc ý nhất. Hi Thần cũng là một trong Cô Tô song bích, cùng với thân sinh đệ đệ Lam Trạm, hắn rất yêu thương em trai, trong lúc Lam Trạm bế quan thường tìm đến cùng hắn tâm sự. Sau Xạ Nhật chi chinh, Lam Hi Thần đã kết nghĩa huynh đệ với Nhiếp Minh Quyết và Kim Quang Dao, người đời còn gọi là Tam tôn. Hiện tại, hắn là tông chủ của Cô Tô Lam thị. 
Hắn có tính cách dịu dàng và ấm áp, trái ngược với đệ đệ Lam Trạm băng lãnh, người đời còn nói khuôn mặt bọn họ giống nhau đến tám chín phần, nhưng khí chất toả ra lại hoàn toàn đối lập. Hắn được đánh giá là một người đáng tin cậy, lòng tốt của hắn không bị giới hạn bởi địa vị hay xuất thân, điều này đặc biệt thể hiện thông qua mối quan hệ với Kim Quang Dao, hắn là người duy nhất không coi thường Kim Quang Dao - kẻ luôn bị phỉ nhổ vì là con trai kỹ nữ. Tuy nhiên, Hi Thần cũng có mặt nóng nảy, thể hiện khi liên quan tới những người mà hắn quan tâm, đặc biệt là đệ đệ mình Lam Trạm.

#### Lam Khải Nhân (蓝启仁 - Lán Qǐrén)
Lam Khải Nhân là một trưởng lão của Cô Tô Lam thị. Ông được biết đến với việc đào tạo ra nhiều học sinh xuất sắc. Ông là thúc phụ của Lam Hoán và Lam Trạm. Tính tình vô cùng cương trực, đoan chính, căm ghét tà ma ngoại đạo và rất nghiêm khắc với những môn sinh nghịch ngợm. Sau khi chứng kiến đại ca mình, Thanh Hành quân, đã sa vào tình yêu và tự hủy hoại cuộc đời, ông đã nhận quyền giám hộ các cháu của mình, nghiêm khắc dạy dỗ trong nỗ lực ngăn chặn chúng đi theo vết xe đổ của người cha, mặc dù Lam Trạm cuối cùng đã chạy trốn với Ngụy Anh. Do đó, ông nổi tiếng là một giáo viên nghiêm khắc.
Ông vốn là bạn đồng môn với Tàng Sắc Tán Nhân, thân mẫu của Nguỵ Anh. Vốn không có thiện cảm với sự nghịch ngợm thái quá của Tàng Sắc Tán Nhân và nhận định Nguỵ Anh có tính cách ngông cuồng, tự do như mẹ ngày xưa, nên Lam Khải Nhân cũng đặc biệt nghiêm khắc với và dành nhiều tâm sức dạy dỗ Nguỵ Anh, ép hắn vào khuôn khổ.

#### Lam Nguyện (蓝愿)
Trước đây tên là Ôn Uyển (温苑), sau được Lam Vong Cơ đổi thành Lam Nguyện (蓝愿)
Tự: Tư Truy (思追)
Lam Tư Truy là một tiểu bối của Cô Tô Lam thị, là cậu bé họ Ôn được Lam Vong Cơ cứu sống ở Di Lăng. Cậu được Lam Vong Cơ nuôi dạy như một đệ tử chính thống của Lam thị và được y ban cho cái tên Lam Nguyện (Nguyện trong ước nguyện), tự là Tư Truy (Tư quân bất khả truy - Thương nhớ người nhưng chẳng thể tìm). Trước kia Lam Tư Truy có tên là Ôn Uyển, là một cậu bé có dòng máu Ôn thị, là cháu của chị em Ôn Ninh và Ôn Tình. Lam Nguyện là người thanh tú văn nhã, ngoại hình nổi trội, chăm chỉ luyện võ, học tu, theo Lam Vong Cơ học cổ cầm, chữ viết cũng rất đẹp, biết quan tâm cho người khác, tính tình cương trực, nho nhã, đoan chính.
Tư Truy chăm chỉ, đoan chính, lễ độ, đúng mực giống Lam Vong Cơ, tính tình lại ôn hòa, nho nhã giống Lam Hi Thần, rất có phong thái của Lam gia, là một tấm gương nhã chính.

#### Lam Cảnh Nghi (蓝景仪)
Đệ tử của Cô Tô Lam thị, là bạn thân và cũng là đồng tu của Lam Tư Truy, là người tính tình rất phóng khoáng nhưng đôi khi hơi vạ miệng. Cậu luôn là nỗi đau đầu của Lam Khải Nhân vì tính cách vô tình quá giống Nguỵ Anh. Lam Cảnh Nghi rất hay bị phạt vì sự nghịch ngợm của mình. Thấy cậu có tính giống Nguỵ Anh, Lam Vong Cơ cũng nhiều lần bỏ qua những lỗi lầm của cậu.

### Lan Lăng Kim thị (兰陵金氏 - Lánlíng Jīn Shì)
Gia tộc Lan Lăng Kim thị là gia tộc giàu có nhất, có trụ sở tại Kim Lân Đài, Lan Lăng.

#### Kim Quang Thiện (金光善 - Jīn Guāngshàn)
Kim Quang Thiện là tiền tông chủ của Kim thị, là một vị tông chủ mưu kế và độc ác, đặc biệt rất phong lưu và háo sắc, ưa rượu chè trăng hoa, luôn quanh quẩn ở chốn kỹ viện và dùng lời ngon tiếng ngọt để dụ dỗ các thiếu nữ. 
Trong đó có mẫu thân Mạnh Dao (Kim Quang Dao). Vì xuất thân kỹ nữ của bà nên rất kinh thường. Nhận lại Mạnh Dao (Kim Quang Dao) chỉ vì chiến công của y. Tuy nhiên, gã chẳng yêu thương hay có thái độ tốt đẹp với người con trai này.
Sau khi Xạ Nhật Chi Chinh thắng lợi, gã tham vọng làm Tiên Đốc thống trị tiên môn bách gia, còn tham lam muốn chiếm Âm hổ phù và Quỷ tướng quân - Ôn Ninh làm của riêng nên nhiều lần muốn gài bẫy tiêu diệt Ngụy Vô Tiện, được Kim Quang Dao ở phía sau tương trợ.
Từng cưỡng ép vợ của thuộc hạ thân tín Tần Thương Nghiệp khiến bà mang thai. Sau lại lãng quên chuyện này, gián tiếp tạo ra mối bi kịch loạn luân giữa Kim Quang Dao-Tần Tố sau này. 
Dù đời sống riêng tư có nhiều vết nhơ, Kim Quang Thiện vẫn là một nhân vật mạnh vì gạo, bạo vì tiền, có tiếng nói và sức ảnh hưởng to lớn tới toàn tu chân giới suốt một thời gian dài sau Xạ Nhật Chi Chinh cho tới khi qua. Gã có nhiều người con ngoài giá thú, trong đó có Kim Quang Dao và Mạc Huyền Vũ. Kim Tử Hiên là người con trai hợp pháp duy nhất của gã và gã luôn có ý định dành chiếc ghế gia chủ Kim thị cho Kim Tử Hiên. Về sau, gã đã bị Kim Quang Dao tính kế, chết vì thượng mã phong.

#### Bội kiếm: Tuế Hoa (sau truyền cho nhi tử - Kim Lăng )
Kim Tử Hiên là tướng công của Giang Yếm Ly và là phụ thân của Kim Lăng; hắn là nhi tử hợp pháp duy nhất của Kim Quang Thiện. Kim Tử Hiên vốn là một công tử thế gia giàu có, tu vi cao, có tướng mạo xuất chúng được nhiều thiếu nữ mến mộ, thời còn trẻ có tính cách kiêu ngạo và bồng bột. Hắn không cam tâm với hôn ước định sẵn cùng Giang Yếm Ly, vì nàng không có ngoại hình xuất xắc mà tu vi lại bình thường, Tử Hiên cho rằng nàng chẳng qua chỉ là một tiểu thư thế gia chẳng có tích sự gì. Lúc theo học nghệ ở Vân Thâm, hắn đã mỉa mai Giang Yếm Ly trước mặt hai đệ đệ của nàng, sau đó cãi nhau to với Ngụy Anh và phải chịu phạt ở Cô Tô Lam thị. Sau sự kiện này hôn ước giữa hai nhà Kim - Giang cũng bị huỷ bỏ.
Tính cách dù cuồng đại nhưng hắn đã thể hiện mặt chính trực của mình khi đứng lên chống lại Ôn Triều khi tên này ra lệnh bắt Miên Miên làm mồi nhử quái vật Đồ Lục Huyền Vũ trong động Huyền Vũ, hắn cùng Lam Trạm đã đứng ra bảo vệ nàng mặc dù biết sẽ phải gánh chịu hậu quả. Ở Lang Tà - khi Giang thị sang tương trợ cho Kim thị trong cuộc Xạ Nhật chi chinh - Giang Yếm Ly cũng đi theo do thiếu nhân lực, đảm đương công việc bếp núc, nàng thường xuyên nấu thêm một chén canh mang qua cho hắn. Do nàng không để lại danh tính, lại bị nữ nhân khác tính kế hẫng tay trên, dẫn đến Kim Tử Hiên đã hiểu lầm nàng giành công với người khác. Sau khi hóa giải hiểu lầm này, Kim Tử Hiên vô cùng hối hận và cảm thấy áy náy với Giang Yếm Ly, đồng thời cũng bắt đầu quan tâm và hỏi thăm về nàng nhiều hơn. Sau Xạ Nhật chi chinh, hắn thành công cầu hôn Giang Yếm Ly và rước nàng về làm thê tử. Vào ngày đầy tháng của Kim Lăng, hắn được Kim Quang Dao tiết lộ rằng Nguỵ Vô Tiện đang ở Cùng Kỳ Đạo, vì muốn thê tử an lòng, hắn đã đi tìm Nguỵ Vô Tiện. Tuy nhiên, khi đang nói chuyện thì Quỷ tướng quân bị mất khống chế và vô tình giết chết Kim Tử Hiên bằng một cú xuyên tâm. Những lời cuối trước khi chết của Kim Tử Hiên lại là nhắc nhở Nguỵ Vô Tiện rằng Giang Yếm Ly rất lo lắng cho y.
Sau khi qua đời, bội kiếm của hắn - Tuế Hoa - đã được để lại cho Kim Lăng.

#### Kim Tử Huân
Kim Tử Huân là anh họ của Kim Tử Hiên, tính tình cuồng ngạo nên thường gây thù với người ngoài, do mâu thuẫn nên đã bị Tô Thiệp hạ ác chú "Thiên sang bách khổng" lên người. Lúc bấy giờ, Kim Tử Huân hiểu lầm Ngụy Vô Tiện là người mưu hại mình, nên hắn đã chặn giết Ngụy Vô Tiện ở Cùng Kỳ Đạo khi y đang trên đường đến Kim Lân đài tham dự tiệc đầy tháng của Kim Lăng. Cuối cùng, cũng bị giết chết ở Cùng Kỳ Đạo cùng với Kim Tử Hiên.
Trước đó, Kim Tử Huân cũng không có mối quan hệ tốt với Nguỵ Vô Tiện, trong trận vây săn ở núi Bách Phượng hắn từng bị bẽ mặt khi sỉ nhục Ngụy Vô Tiện là "tà ma ngoại đạo" và bị Giang Yếm Ly lên tiếng nhắc nhở, dù có e sợ nàng nhưng cuối cùng hắn cũng không nhận lỗi với Nguỵ Vô Tiện. 

#### Kim Quang Dao (金光瑶 – Jīn Guāngyáo)
(tên đầu tiên là Mạnh Dao (孟瑶 - Mèng Yáo), về sau khi theo họ cha thì đổi tên thành Kim Quang Dao, hiệu Liễm Phương Tôn (敛芳尊 - Liǎnfāng-zūn)
Bội kiếm: Hận Sinh
Kim Quang Dao trở thành tông chủ của Kim thị sau cái chết của Kim Quang Thiện, hắn là con ngoài giá thú của Kim Quang Thiện và là chú của Kim Lăng. Do thế lực của Kim thị trước và trong thời gian trị vì của mình, hắn trở thành Tiên đốc đầu tiên. Hắn còn được biết đến là huynh đệ kết nghĩa với Lam Hoán và Nhiếp Minh Quyết. Hắn có tham vọng lớn, muốn nắm được quyền lực trong tay để tự chứng minh bản thân với đời, để thoát khỏi cái danh "con trai kỹ nữ". Tuy nhiên, ngoại trừ đối với người anh kết nghĩa Lam Hoán, người đã dành sự tôn trọng với hắn không màng xuất thân, vì lẽ đó hắn đã giúp đỡ Vân Thâm Bất Tri Xứ rất nhiều. Nhưng vì tham vọng, hắn đã hợp tác với Tiết Dương để khôi phục nửa còn lại của Âm Hổ Phù, một thứ vũ khí đáng sợ có thể thao túng hàng vạn ma quỷ, cũng là vũ khí đã gây ra huyết tẩy Bất Dạ Thiên nhuốm máu 3000 tu sĩ năm xưa. Hắn cũng giết bất kỳ ai cản đường mình, giết cha, giết huynh, giết tử, giết thê, giết bạn. Cuối cùng, khi tội ác bị vạch trần, hắn đã bị tiên môn bách gia hùa chém hùa giết y như Ngụy Anh năm đó và cuối cùng, hắn bị chính tay Lam Hi Thần - Nhị ca mà hắn luôn tôn trọng - nhất kiếm xuyên tâm rồi bị giam vào quan tai với Nhiếp Minh Quyết - người bị hắn hại chết.

#### Mạc Huyền Vũ (莫玄羽 - Mò Xuányǔ)
Mạc Huyền Vũ là một trong những người con ngoài giá thú của Kim Quang Thiện và là cựu đệ tử của Lan Lăng Kim thị. Y đã dùng cấm thuật hiến xá để triệu hồi Ngụy Anh nhằm trả thù Mạc gia thay mình. Sinh thời, cả trước và sau khi Ngụy Anh nhập hồn, y được mô tả là một kẻ mất trí. Trong quá khứ, y đã nỗ lực để đạt được sự công nhận của phụ thân theo tâm nguyện của mẫu thân, một người tình đáng thương của Kim Quang Thiện. Sau đó y được gửi tới Kim thị để học tập, nhưng bị đuổi về với tội danh quấy rối Liễm Phương Tôn. Y trở về Mạc gia và mẫu thân y qua đời ngay sau đó, để y lại sống với người dì độc ác và con trai bà ta. Cả hai đều bất mãn Mạc Huyền Vũ vì đã lãng phí cơ hội tu tiên của họ, do đó đã hành hạ, dồn ép y đến mức điên loạn.

#### Kim Lăng (金凌 - Jīn Líng)
Tự: Như Lan (金如兰 - Rú Lán) 
Bội kiếm: Tuế Hoa - cũng là bội kiếm của Kim Tử Hiên và là vật duy nhất mà phụ thân để lại cho cậu.
Vật tùy thân: Chuông thanh tâm
Linh khuyển: Tiên Tử
Kim Lăng là con trai duy nhất của trưởng nữ Giang gia Giang Yếm Ly và trưởng nam Kim gia Kim Tử Hiên, đồng thời cũng là cháu của Giang Trừng và Kim Quang Dao (Không bao gồm Ngụy Vô Tiện vì y đã đơn phương tách khỏi Giang gia). Là một cậu bé mồ côi cha mẹ và được hai nhà Kim thị - Giang thị thay nhau nuôi dưỡng. Cậu là một thiếu niên kiêu ngạo, có vẻ hơi khó tính nhưng thực ra lại vô cùng tốt bụng, luôn muốn hành hiệp trượng nghĩa, ngoài lạnh trong nóng. Cậu chịu sự quản thúc của cữu cữu là Giang Trừng và được tiểu thúc là Kim Quang Dao hết mực yêu chiều. Kim Lăng được Giang Trừng ban tên và Ngụy Anh ban tự, cậu từng ôm mối hận sâu nặng đối với sư thúc vì hiểu lầm đó là hung thủ giết hại cha mẹ mình. Sau khi Kim Quang Dao qua đời, cậu là người thừa kế chính thống của Lan Lăng Kim thị nên được lên làm gia chủ khi chỉ mới niên thiếu.

### Kỳ Sơn Ôn thị
Kỳ Sơn Ôn thị (tiếng Trung: 岐山温氏; bính âm: Qíshān Wēn Shì) là một thế lực tu tiên tọa lạc tại thành Bất Dạ Thiên, Kỳ Sơn. Ngày trước thế lực hùng mạnh, được ví như mặt trời ban trưa, chèn ép các gia tộc tu tiên khác vì khát vọng quyền lực độc nhất.

#### Ôn Mão
Là tổ tiên và cũng là người sáng lập ra Kỳ Sơn Ôn thị, cùng thời với Bão Sơn tán nhân và Lam An. 
Là kẻ trong tu chân giới
khiến "gia tộc" hưng thịnh nhưng "môn phái" lại suy tàn.

#### Ôn Nhược Hàn
Ôn Nhược Hàn là cố thủ lĩnh của Ôn thị, cha của Ôn Húc, Ôn Triều; là một người nổi tiếng với tính khí khó đoán. Là người có tu vi cao nhất tu chân giới (chỉ đứng sau Bão Sơn tán nhân), luôn bị ám ảnh quyền lực tuyệt đối.
Với tham vọng thống trị tu chân giới, ông không ngừng chèn ép, thâu tóm các gia tộc nhỏ. Và đàn áp đẫm máu đối với những gia tộc không nghe lời, đặc biệt là những gia tộc lớn mang tính uy hiếp; làm cho cả tu chân giới sống trong lo sợ.  Ông đã bị Kim Quang Dao, khi đó là thân tín của ông ám sát bằng kiếm. Chết một cách khá lãng xẹt, cần đọc nguyên tác mới rõ được.

#### Ôn Húc
Ôn Húc là con trai cả của Ôn Nhược Hàn. Hắn đã vu oan Lam thị có một vài hành vi sai trái và buộc họ đốt cháy Vân Thâm Bất Tri xứ dưới vỏ bọc thanh tẩy nơi này để nó có thể được "tái sinh từ lửa". Cuối cùng, hắn bị Nhiếp Minh Quyết chặt đầu, phần đầu bị treo trên một cây cột để thị uy còn phần thân thì bị bằm thây.

#### Ôn Triều
Ôn Triều là con trai út của Ôn Nhược Hàn và là một lãnh đạo trong Ôn thị, thường đi cùng và được bảo hộ bởi Ôn Trục Lưu. Tính tình hèn nhát và tàn nhẫn. Ôn Triều thích ngắm và quấy rối phụ nữ mặc dù đã có vợ. Bên cạnh luôn theo một tiểu thiếp xinh đẹp, độc ác tên Vương Linh Kiều. Ở động Đồ Lục Huyền Vũ, bị Vương Linh Kiều yêu sách, hắn đã đẩy Miên Miên làm con mồi cho quái vật này. Sau sự kiện ở đáy động Đồ Lục Huyền Vũ, vì âm mưu thâu tóm quyền lực của Ôn Nhược Hàn, Ôn thị đã gây ra sự hủy diệt lớn cho Giang thị bằng cách huyết tẩy Liên Hoa Ổ và diệt môn Giang thị, chỉ có Giang Yếm Ly, Ngụy Vô Tiện và Giang Trừng thoát chết sau đó. 
Hắn cũng là người đã bắt được Nguỵ Vô Tiện sau khi hắn moi đan chuyển qua cho Giang Trừng, Nguỵ Anh sức lực yếu ớt do mất đan và bị Ôn Triều ném vào Loạn Táng Cương. Chỉ vài tháng sau đó, hắn và Ôn Trục Lưu đã bị Nguỵ Vô Tiện giết chết thảm thiết ở trạm dịch, dưới sự chứng kiến của Lam Trạm và Giang Trừng.

#### Ôn Ninh (Ôn Quỳnh Lâm)
Hiệu: Quỷ tướng quân
Ôn Ninh là một thành viên của Ôn thị và là em trai của Ôn Tình, là thành viên của nhánh bên Ôn thị. Khi còn sống, anh ta là một người nói lắp và ngại ngùng với mọi người, sau khi được Ngụy Anh khen ngợi về khả năng bắn tên và bảo vệ anh trước Ôn Triều, anh vô cùng biết ơn Ngụy Anh. Vì thế nên khi nghe tin Liên Hoa Ổ bị diệt,Ôn Ninh ngay lập tức chạy đến và vô tình gặp được Ngụy Anh khi đó đang tìm Giang Trừng. Y đồng ý cứu Giang Trừng khỏi Ôn Triều và đưa 2 người về Di Lăng lánh nạn và chữa thương. Sau khi Ôn gia bị diệt,Ôn Ninh bị Kim gia bắt về hành hạ đến chết và được Ngụy Anh điều khiển để trả thù những kẻ giết mình. Được biết đến với tên gọi Quỷ tướng quân, anh là xác sống đầu tiên giữ được ý thức của bản thân và phục vụ dưới trướng Ngụy Anh như một cánh tay phải cả trong và sau những ngày anh ta là Ma đạo tổ sư.

#### Ôn Tình
Ôn Tình là một thành viên của Ôn thị, chị gái của Ôn Ninh. Cô là thành viên nhánh bên của Ôn thị, nhánh này có chuyên môn là trị bệnh cứu người. Cô được đánh giá là thầy thuốc vĩ đại nhất trong lịch sử Ôn thị và có tu vi khá cao,được người người tôn xưng là Kỳ Hoàng thánh thủ Ôn Tình. Khi Giang Trừng bị hóa đan vì cứu Ngụy Vô Tiện, cô đã giúp chuyển kim đan của Ngụy Anh sang cho y, theo yêu cầu của Ngụy Anh.

#### Ôn Trục Lưu
(ban đầu tên là Triệu Trục Lưu, gia nhập Ôn thị đổi tên thành Ôn Trục Lưu)
Hiệu: Hoá Đan Thủ
Ôn Trục Lưu là một thủ hạ của Ôn thị, một thân áo đen, gương mặt âm trầm (nguyên tác chương 58). Nợ ân tình của Ôn Nhược Hàn nên đã "bối tông vong tổ" gia nhập Ôn thị và là cận vệ của Ôn Triều. Tu vi cao, tu luyện cùng thời với Ngu Tử Diên. Hắn thường được biết đến với tên gọi Hóa đan thủ do khả năng phá hủy kim đan của người tu tiên - nơi lưu trữ và kiểm soát năng lượng tu vi của người tu luyện. Hắn cũng là người đã hóa đi kim đan của Giang Trừng. 
Cùng với Ôn Triều, tại trạm dịch hắn bị giết dưới tay Ngụy Anh.

#### Vương Linh Kiều
Vương Linh Kiều là một thị nữ của vợ cả của Ôn Triều thuộc Vĩnh Xuyên Vương thị sau đó trở thành tình nhân của Ôn Triều,tuy có nhan sắc xinh đẹp nhưng linh lực lại thấp kém,vũ khí là một thanh sắt nung có gia huy của Ôn thị. Mặc dù có được địa vị nhờ vào hoạt động tình dục với Ôn Triều, nhưng ả vẫn luôn luôn kiêu ngạo và hỗn láo.Ả cũng tận lực bảo vệ địa vị tình nhân của Ôn Triều bằng bất cứ giá nào, và luôn cố loại bỏ mọi tình địch có thể, như đã ép Miên Miên trở thành vật hy sinh khi thấy Ôn Triều tán tỉnh cô ta. Sau khi ăn một cú đấm của Ngụy Vô Tiện ở hang động Đồ Lục Huyền Vũ, ả đã phái một số môn sinh Ôn thị hộ tống mình đến Liên Hoa Ổ và trả thù một đập của Nguy Vô Tiện bằng cách yêu cầu Ngu phu nhân phải nghiêm nghị trừng phạt Ngụy Anh. Tuy nhiên, sau nhiều phát ngôn điên cuồng và đỉnh điểm là yêu cầu đặt trạm giám sát của Ôn gia tại Liên Hoa Ổ, Vương Linh Kiều đã bị Ngu Tử Diên đánh và xém giết chết. Tuy nhiên, Ôn Trục Lưu đã đến kịp và cứu ả,  song Vương Linh Kiều đã phát tín hiệu cầu chi viện dẫn đến trận tử chiến giữa Giang thị và Ôn thị.
Sau này khi Xạ Nhật chi chinh nổ ra, lúc bấy giờ ả đã bị Ôn Triều chán ghét. Vương Linh Kiều vừa định cuốn gói bỏ trốn thoát thân thì bị Nguỵ Vô Tiện - lúc này vừa từ Loạn Táng Cương tu tà đạo trở về - xử lí và chết thảm ngay sau đó.

### Thanh Hà Nhiếp thị
Thanh Hà Nhiếp thị (tiếng Trung: 清河聂氏; bính âm: Qīnghé Niè Shì) là một gia tộc tọa lạc tại Bất Tịnh Thế, Thanh Hà. Tông chủ hiện tại là Nhiếp Hoài Tang.
Thanh Hà Nhiếp thị là một gia tộc đặc biệt trong số các gia tộc tu tiên. Tổ tiên của họ là những người bán thịt, nên Thanh Hà Nhiếp thị luyện đao chứ không luyện kiếm như hầu hết các gia tộc khác. Do đao tính có phần hung dữ, người luyện đao ở Thanh Hà Nhiếp có tính khí thất thường, mãnh liệt, không dung túng cái ác.

#### Nhiếp Minh Quyết (聂明玦 - Niè Míngjué)
Hiệu: Xích Phong tôn (赤锋尊 - Chìfēng-zūn)
Bội đao: Bá Hạ
Nhiếp Minh Quyết là tiền tông chủ của Nhiếp thị, là anh trai cùng cha khác mẹ và là người tiền nhiệm của Nhiếp Hoài Tang. Anh được biết đến là một trong ba người anh em kết nghĩa cùng với Lam Hoán và Kim Quang Dao (còn được gọi là Tam Tôn). Từng rất tin tưởng và trọng dụng Mạnh Dao (Kim Quang Dao). Nhưng điều này đã tan vỡ trong một lần anh chứng kiến Kim Quang Dao tính kế và giết chết một tướng sĩ.
Nhiếp Minh Quyết có tính cách nghiêm khắc, tính khí thất thường và không khoan dung với bất cứ điều gì đi lệch khỏi khuôn khổ đạo đức. Trong khi tính cách này đã giúp anh giành được sự hoan nghênh và danh tiếng, nhưng chính nó khiến anh trở thành trở ngại trước tham vọng quyền lực của Kim thị sau Xạ Nhật chi chiến. Sau cuộc chiến, dù là người trực tiếp lãnh đạo, anh cũng không bước lên vị trí thống lĩnh, không giành công đầu. Hơn nữa, công pháp tu luyện của Nhiếp thị cũng góp phần ảnh hưởng tới tính cách của anh, sự không khoan dung của anh tăng lên và anh không thể chấp nhận rằng hai thuộc hạ của mình đã bị Kim Quang Dao giết chết khi họ bị bắt cùng với anh và đưa đến trước Ôn Nhược Hàn tại thành Bất Dạ Thiên.
Mặc dù Kim Quang Dao đã giải thích rằng chính Nhiếp Minh Quyết sẽ chết nếu anh ta không làm thế, vì cả ba đã xúc phạm Ôn Nhược Hàn. Anh bị Kim Quang Dao lập mưu sát hại dã man bằng cách làm cho anh có vẻ như bị tẩu hoả nhập ma bởi bản nhạc quỷ và bị phanh thây. Trong suốt thời gian Nguỵ Anh chết, không ai biết rõ nguyên nhân cái chết của anh mà chỉ có những lời đồn thổi trong giang hồ, trừ Nhiếp Hoài Tang.
Bề ngoài, anh có tính cách "trong băng có lửa", tính tình cương trực và luôn áp chế em trai là Nhiếp Hoài Tang, bắt em trai đi vào khuôn khổ và phải chịu khó luyện tập, tu học, nhưng thực sự Nhiếp Minh Quyết luôn nuông chiều Nhiếp Hoài Tang quá đáng, dù là anh em cùng cha khác mẹ. Hai anh em rất hoà hợp, khi Nhiếp Minh Quyết nổi giận, chỉ cần Nhiếp Hoài Tang nói vài câu là anh sẽ nguôi giận ngay.
Nhiếp Minh Quyết rất phiền lòng về chuyện tu học của em trai, rất mong muốn em trai một ngày nào đó có thể làm gia chủ của Nhiếp thị, nhưng với tính cách và sự ỷ lại của em trai vào sự chèo chống của anh trai, anh cũng phải bất lực. Rất nhiều lần anh doạ sẽ đốt hết quạt đẹp, tranh ảnh, sách truyện của Nhiếp Hoài Tang, nhưng chưa bao giờ anh thực sự huỷ đi món đồ gì của em trai. Mọi việc đại sự trong Nhiếp gia đều do anh lo liệu và Nhiếp Hoài Tang được tự do thực hiện các ý thích của mình: ngâm thơ, uống rượu, vẽ tranh, dùng quạt xịn, quần áo xịn. Trong mọi trường hợp bất trắc, chưa bao giờ anh để cho Nhiếp Hoài Tang phải ra mặt giải quyết.

#### Nhiếp Hoài Tang (聂怀桑 - Niè Huáisāng)
Nhiếp Hoài Tang là tông chủ đương nhiệm của Nhiếp thị và là em trai cùng cha khác mẹ với Nhiếp Minh Quyết, anh nổi tiếng vì bất tài vô dụng, hay "Một hỏi ba không biết". "Hoài" nghĩa là ôm ấp, "Tang" nghĩa là chí tang bồng. Nhiếp Hoài Tang thời còn trẻ từng theo học ở Cô Tô Lam thị và là đồng môn với Ngụy Vô Tiện và Giang Trừng. Tính tình vốn phong lưu, yêu thơ phú, vẽ tranh, nghệ thuật, đôi khi cũng rất nghịch phá, từng lén uống rượu cùng với Nguỵ Anh và Giang Trừng. Hắn có rất nhiều đồ thủ công tinh xảo trong nhà, tất cả đều là hàng cực phẩm. Nhiếp Hoài Tang rất thích quạt đẹp và quần áo đẹp, trong đó có chiếc quạt "hàng hiệu" hắn đã dùng 16 năm mà vẫn không có dấu hiệu hư hỏng. Trong nhà, hắn còn chứa rất nhiều tranh người đẹp và cả Xuân Cung Đồ.
Do anh trai - Nhiếp Minh Quyết cũng là đại ca trong bộ ba Tam Tôn, nên mối quan hệ của Nhiếp Hoài Tang với Lam Hi Thần và Kim Quang Dao ban đầu cũng rất hoà nhã. Sau khi Nhiếp Minh Quyết qua đời, Hi Thần và Mạnh Dao thay thế y chăm sóc và giúp đỡ Hoài Tang xử lí các công việc của Nhiếp thị. Thế nhưng, việc anh trai qua đời có liên quan đến Kim Quang Dao đã bị Hoài Tang nghi ngờ từ lâu, hắn chỉ giả vờ nhu nhược và tỏ ra vô hại để tiện bề hành động mà không bị ai để mắt. Đêm mưa tại Quan Âm miếu, hắn đã bị Tô Thiệp (do Kim Quang Dao sai) bắt đến làm con tin khi Kim Quang Dao đang tính kế bỏ trốn. Ở phút quan trọng, Hoài Tang đã nói với Hi Thần rằng Kim Quang Dao có hành động khả nghi sau lưng y, khiến Hi Thần ra tay đả thương Mạnh Dao. Vì thương thế đã nặng, bất ngờ bị Hoài Tang bêu oan, thêm việc bị nhị ca mình luôn tôn trọng đâm một kiếm chí mạng, Kim Quang Dao chợt tỉnh ngộ và tức giận vạch trần Hoài Tang ngay tại đó, tuy nhiên không ai chắc chắn rằng có nên tin lời y nói nữa hay không.
Về sau, khi xâu chuỗi lại toàn bộ sự kiện từ lúc được Hiến xá, Ngụy Anh đã cho rằng Nhiếp Hoài Tang này thật ra là chủ mưu đằng sau loạt sự việc liên quan tới triệu hồi mình và các vụ việc tiếp diễn sau đó nhằm tìm ra thi thể của Nhiếp Minh Quyết. Hắn đôi khi hóng hớt và điều tra các ghi chép xung quanh tà đạo, nhưng không vì bản thân tu vi kém mà tu theo đạo này. Sau cái chết của Xích Phong Tôn, anh trai hắn, Nhiếp Hoài Tang đã âm thầm tính kế, trở thành một kẻ rất nguy hiểm và đã phanh phui toàn bộ bí ẩn liên quan tới Nguỵ Anh, cũng như bản chất của Tiên đốc Kim Quang Dao mà không hề lộ diện. Về sau Hoài Tang cải tà quy chính chăm lo việc gia tộc, được cho là vài năm sau sẽ còn thể hiện xuất chúng lỗi lạc hơn, làm người đời sáng mắt.
Mặc dù tên là Nhiếp Hoài Tang nhưng được nhiều người đọc gọi bằng biệt danh Nhiếp Ảnh Đế, do khả năng diễn xuất và ẩn mình tính kế quá xuất sắc. 

### Nghĩa thành
Trong quá trình lần theo dấu vết của tay quỷ và phá án, Ngụy Vô Tiện và Lam Vong Cơ đã đến Nghĩa Thành (tiếng Trung: 义城; bính âm: Yì chéng) và tình cờ gặp Lam Tư Truy, Lam Cảnh Nghi, Kim Lăng và một số đệ tử từ các giáo phái khác nhau trong cuộc săn đêm, họ đến Nghĩa Thành vì vụ án xác mèo (sau này được Nguỵ Anh phỏng đoán là do Hoài Tang bày mưu). Từ đó, họ gặp được A Thiến và khám phá ra sự thật về cái chết của Hiểu Tinh Trần, đồng thời tìm thấy cánh tay phải bị thất lạc cho nhiệm vụ của mình.

#### Tống Lam (宋岚 - Sòng Lán)
Tự: Tử Sâm (子琛 - Zǐchēn)
Bội kiếm: Phất Tuyết
Vật tùy thân: Phất trần đen
Đạo trưởng tu luyện tại Bạch Tuyết Quán, còn được gọi là "Ngạo Tuyết Lăng Sương Tống Tử Sâm", cùng với "Minh Nguyệt Thanh Phong Hiểu Tinh Trần" là đôi tri kỷ chí thú hợp nhau. Cả hai đều mang hoài bão lớn là hành hiệp trượng nghĩa, thế nhưng bi kịch lại xảy ra bởi vì Tiết Dương ghi hận Hiểu Tinh Trần, Tống Lam lại là bạn tốt của Hiểu Tinh Trần, nên Tiết Dương tính kế giết hại Bạch Quyết Quán (nơi mà Tống Lam lớn lên từ nhỏ). Tống Lam bị trọng thương, mù cả hai mắt và được Hiểu Tinh Trần hiến mắt cho. Tại Nghĩa Thành, Tống Lam gặp lại Hiểu Tinh Trần và biết được mọi chuyện, nhưng ngay sau đó đã bị Tiết Dương mượn tay Hiểu Tinh Trần giết hại,luyện thành hung thi và phải chịu sự điều khiển của hắn.

#### Hiểu Tinh Trần (晓星尘 - Xiǎo Xīngchén)
Bội kiếm: Sương Hoa
Vật tùy thân: Phất trần trắng
Còn được gọi là Hiểu Đạo trưởng (道长 Dàozháng), Hiểu Tinh Trần là một trong các đệ tử của Bão Sơn tán nhân, anh đã rời núi để đến với nhân gian. Anh và người bạn thân Tống Lam từng được gọi là "Minh nguyệt thanh phong Hiểu Tinh Trần, Ngạo tuyết lăng sương Tống Tử Sâm". Lần đầu tiên anh gặp A Tinh trong lúc cô đang giả mù để ăn cắp tiền, sau đó cô bắt đầu đi theo anh. Rồi họ tìm thấy một người bị thương nằm bất tỉnh trên đường, người mà sau này được tiết lộ là Tiết Dương, ba người bắt đầu chung sống trong một ngôi nhà không có người ở. Trong thời gian ở đây, Hiểu Tinh Trần đã kể cho họ nghe về một số đệ tử của Bão Sơn tán nhân, bao gồm cả mẫu thân của của Ngụy Anh. Trong nhiều năm, anh đã đi săn đêm cùng Tiết Dương, bị hắn lừa gạt và đã giết chết những người vô tội - trong đó có cả người bằng hữu Tống Lam.
Sau khi biết được sự thật về danh tính của Tiết Dương từ A Tinh, anh bảo cô hãy chạy trốn trong khi anh đối mặt với Tiết Dương. Tuy nhiên, sau khi biết Tiết Dương đã mượn tay anh để giết chết Tống Lam, anh đã suy sụp rồi tự sát. Vì tự sát và không còn tha thiết với cõi đời nên hồn phách của anh bị vỡ nát và không hoàn chỉnh, sau đó Tiết Dương đã không thể luyện anh thành hung thi như hắn muốn. Tiết Dương cất giữ linh hồn anh trong một chiếc túi khóa linh. Sau khi giết Tiết Dương, Ngụy Anh giao Tỏa Linh Nang có chứa hồn phách của Hiểu Tinh Trần và A Tinh cho Tống Lam, cuối cùng Tống Lam giữ lấy hồn phách của họ rời khỏi Nghĩa Thành, đi khắp thế gian trừ ma diệt ác.

#### Tiết Dương (薛洋 - Xuē Yáng)
Tự: Thành Mỹ (成美 - Chéngměi)
Bội kiếm: Giáng Tai
Tiết Dương là khách khanh của Kim thị, tương đối tinh thông tà đạo, người đã được Mạnh Dao tuyển chọn để giúp Kim Quang Thiện tái tạo nửa còn lại của Âm Hổ phù. Tuổi còn rất trẻ, nhưng mưu mô xảo quyệt, miệng mồm lanh lợi suồng sã mà cũng độc ác. Khi còn bé, vì thèm ăn bánh ngọt nên bị Thường Từ An lừa đi đưa thư rồi bị cho ăn đánh, khi quay lại đòi bánh ngọt thì lại tiếp tục bị Thường Từ An làm nát một ngón tay. Từ đó, hắn ôm hận và dần trở nên ngoan độc hơn. Hắn là người gây nên thảm án diệt môn Thường thị nhằm trả món nợ mất ngón út khi còn bé. Sau đó, hắn bị Hiểu Tinh Trần bắt lên Kim Lân Đài chịu tội trước tiên môn bách gia, tuy nhiên không bị giết mà chỉ bị Kim thị nhốt vào địa lao. Sau khi trốn thoát, hắn tìm đến Tống Lam - tri kỷ của Hiểu Tinh Trần để trả thù bằng cách tàn sát đạo quan của y và làm mù hai mắt của y. Hiểu Tinh Trần hay tin, đã hiến mắt cho Tống Lam, xin lỗi và bỏ đi.
Sau này, Hiểu Tinh Trần và A Tinh cứu Tiết Dương khi hắn bị trọng thương và bất tỉnh trong một khu rừng. Sau đó hắn được đưa đến một ngôi nhà hoang không người ở tại Nghĩa Thành, tại đây hai người đã chăm sóc vết thương của y. Do Hiểu Tinh Trần đã bị mù, nên hai người không biết danh tính thật của y. Tiết Dương đã lợi dụng sự mù lòa của Hiểu Tinh Trần để làm lợi cho mình, dùng giọng giả và sống cùng họ nhiều năm. Thời gian đầu, hắn đã đi săn đêm cùng Hiểu Tinh Trần và lừa y giết chết những người vô tội ở Nghĩa Thành, bằng cách rải thi bột lên người dân và cắt lưỡi khiến họ không thể nói chuyện được. Hiểu Tinh Trần không nghi ngờ gì hắn, đối xử với hắn rất tốt, biết Tiết Dương thích ăn kẹo, ngày nào y cũng mang một viên cho.
Một hôm, A Thiến dẫn đường Tống Lam đến Nghĩa Thành để gặp Hiểu Tinh Trần, đúng lúc thấy Tiết Dương đi mua thức ăn, Tống Lam đã đuổi theo chặn đánh. Tuy luận về kiếm đạo, Tống Lam ưu thế hơn, nhưng Tiết Dương dùng lời lẽ đánh trúng chỗ đau, y bị phân tâm, hít phải thi độc và bị Tiết Dương cắt lưỡi. Toàn bộ sự việc đã bị A Thiến núp trong góc chứng kiến, nàng vội tính kế để cứu Tinh Trần khỏi Tiết Dương. Khi Tinh Trần biết thân phận Tiết Dương, đợi hắn về, liền đâm một kiếm ngay bụng Tiết Dương. Tuy nhiên hắn lại kể hết sự thật, lăng mạ Hiểu Tinh Trần, triệu Tống Lam làm hộ giá bảo vệ hắn, cho hai ngươi giao đấu. Quá đau khổ Hiểu Tinh Trần đã tự vẫn.
Ngay khi Tinh Trần chết, Tiết Dương vẽ trận hình để luyện hung thi, nhưng bất thành vì hồn phách y đã tan nát. Tiết Dương hoang mang, điên cuồng đập phá và từ đó luôn giữ tàn hồn còn sót lại của y trong túi khoá linh. Sau này, anh tìm thấy A Tinh, người đang tìm cách báo thù cho Hiểu Tinh Trần và giết cô bằng cách làm mù mắt và cắt lưỡi cô.
Khi Ngụy Anh, Lam Trạm và các đệ tử đến Nghĩa thành, hắn đóng giả làm Hiểu Tinh Trần và lừa họ để có khoảng thời gian nói chuyện riêng với Ngụy Anh. Hắn nói rằng mình  tìm kiếm Di Lăng lão tổ, rồi đưa cho Ngụy Anh Tỏa Linh Nang và đe dọạ phải giúp mình biến Hiểu Tinh Trần trở lại. Ngụy Anh nhanh chóng phát hiện ra hắn là Tiết Dương, hai người đã giao chiến, sau đó Lam Trạm tiếp chiến trong khi Ngụy Anh đi tìm A Tinh và các đệ tử.
Sau khi cộng tình, Ngụy Anh biết toàn bộ sự thật và trở lại tiếp chiến, vì bị Nguỵ Anh phơi bày tâm tư, cộng thêm linh hồn A Thiến quấy nhiễu tiết lộ vị trí. Tiết Dương đã thất thế, và bị Lam Trạm đả thương liên tục, cắt đứt cánh tay, trong bàn tay đó nắm chặt một thứ đã hỏng từ lâu - viên kẹo cuối cùng mà Hiểu Tinh Trần cho hắn.
Phần thi thể của Tiết Dương đã bị Tô Thiệp  sử dụng truyền tống phù mang đi, vì muốn chiếm được Âm Hổ Phù từ người Tiết Dương.

#### A Thiến(A Tinh) (阿箐)
A Tinh là một cô bé ăn xin ở thị trấn gần với Nghĩa thành, nàng sở hữu đôi tròng mắt trắng bẩm sinh nên thường giả mù và cầm theo một cây gậy bằng tre. Khi bị người ngoài sàm sỡ lúc đi xin ăn, nàng đã được Hiểu Tinh Trần bảo vệ, cũng bị y phát giác ra mình trộm đồ. Sau đó vì quý mến nên nàng xin Hiểu Tinh Trần cho mình được đi theo giúp đỡ và kết bạn với y.
Nàng đã cùng Hiểu Tinh Trần cứu Tiết Dương, dù bị hắn thử qua ba lần đều không để lộ sự thật bản thân không mù. Nguỵ Anh cảm thấy cô bé này tuổi còn nhỏ mà rất thông minh, tâm tư sâu sắc nhạy bén. Từ đầu, cô đã cảnh giác và không có thiện cảm với Tiết Dương.
Trong quá trình cả ba cùng nhau sinh sống tại Nghĩa Thành, nàng và Tiết Dương thường cãi vã chọc ghẹo nhau, nhưng cũng có khoảng thời gian mối quan hệ này hoà bình yên ắng. Nàng cũng giống Tiết Dương, rất thích kẹo ngọt, mỗi ngày Hiểu Tinh Trần đều mang kẹo cho hai người.
Nàng là người đã gặp Tống Lam ở gần Nghĩa Thành, dẫn y đi gặp Tinh Trần và phát hiện ra bộ mặt thật của Tiết Dương. Đêm đó nàng bày mưu tính kế để cho cả hai thoát thân, nhưng khi hay tin Hiểu Tinh Trần quả quyết để nàng bỏ trốn trước.
Thành công thoát thân, nàng đã dùng nhiều thời gian đi khắp nơi hỏi thăm tin tức của các tiên môn danh sĩ, hi vọng có ai đó giúp Tinh Trần báo thù Tiết Dương. Nàng vẫn luôn đeo trâm cài tóc Hiểu Tinh Trần làm tặng và chỉ dám liếm một chút viên kẹo cuối cùng y cho, rồi gói lại. Tuy nhiên, vẫn chưa hoàn thành được tâm nguyện báo thù thì nàng đã vô tình gặp lại Tiết Dương, bị y giết chết bằng cách móc mắt và cắt lưỡi.

### Nhân vật khác

#### Bão Sơn Tán Nhân
Bão Sơn Tán nhân nổi danh cùng thời với Lam An và Ôn Mão, bà ẩn cư trên một ngọn tiên sơn vô danh, thường thu nhận những đứa trẻ bơ vơ không nơi nương tựa làm đồ đệ. Nhưng tất cả đồ đệ đều phải lập lời thề: Đời này nhất định phải chuyên tâm tu đạo, tuyệt không xuống núi. Nếu như rời núi, dù là bất cứ lý do gì, từ đây tuyệt không thể trở về. Tự lực cánh sinh, lăn lộn trong cõi trần, không còn quan hệ nữa.
Duyên Linh đạo nhân, Tàng Sắc tán nhân, Hiểu Tinh Trần là ba người đồ đệ đã hạ sơn của bà.

#### Tàng Sắc Tán Nhân
Tàng Sắc tán nhân là đồ đệ của Bão Sơn tán nhân và cũng là mẫu thân của Ngụy Vô Tiện. Bà là một nữ đệ tử rất xinh đẹp và ưu tú, người thứ hai hạ sơn sau Duyên Linh đạo nhân. Khi hạ sơn và đặt chân đến vùng đất Vân Mộng, bà quen biết Giang Phong Miên và Ngụy Trường Trạch và thường đồng hành cùng họ trong những lần săn đêm. Sau đó bà kết hôn với gia phó của Vân Mộng Giang thị là Ngụy Trường Trạch, hai người dẫn nhau ra đi và trở thành tán tu lang bạt giang hồ để hành hiệp trượng nghĩa. Tuy nhiên, trong một lần săn đêm thất thủ bà cùng chồng qua đời khi Nguỵ Anh mới 5 tuổi. 

#### Duyên Linh Đạo Nhân
Duyên Linh đạo nhân là một trong ba vị đồ đệ đã hạ sơn của Bão Sơn tán nhân. Là một người tu vi cao cường, lúc mới xuống núi nhờ bản lĩnh mà thành danh, mọi người kính nể. Nhưng thế sự khôn lường, không ai biết vì sao ông lại hắc hóa, trở thành một đại ma đầu và rồi chết thảm.

#### Ngụy Trường Trạch
Ngụy Trường Trạch là gia phó của Vân Mộng Giang thị và cũng là phụ thân của Ngụy Vô Tiện. Sau khi lấy Tàng Sắc tán nhân, ông đã rời khỏi gia tộc và trở thành một tán tu. Ông cùng vợ không may qua đời khi con trai mới 5 tuổi do gặp tai nạn săn đêm.

#### Tần Tố
Tần Tố là một trong những người con ngoài giá thú của Kim Quang Thiện. Cô là vợ và cũng là em gái cùng cha khác mẹ của Kim Quang Dao.

#### La Thanh Dương
La Thanh Dương còn có tên là Miên Miên, là thiếu nữ được Lam Vong Cơ, Kim Tử Hiên và Ngụy Vô Tiện cứu giúp dưới động Huyền Vũ khi bị Ôn Triều và thuộc hạ của hắn bắt làm mồi nhử cho Đồ Lục Huyền Vũ. Miên Miên sau này trở thành một tu sĩ cấp cao của một gia tộc, nhưng vì lên tiếng bênh vực cho Ngụy Vô Tiện nên bị người người cười nhạo. Cô đã tức giận rời khỏi gia tộc và trở thành tán tu, cùng chồng con chu du khắp thiên hạ, thay trời hành đạo.

#### Tô Thiệp
Tô Thiệp từng là một môn sinh khác họ của Cô Tô Lam thị, sau đó phản bội rời khỏi gia tộc anh đã tự lập nên môn hộ Mạt Lăng Tô thị.
Là người hạ chú Kim Tử Huân, gây nên cuộc chặn giết Ngụy Vô Tiện ở Cùng Kỳ Đạo.
Anh cũng là thuộc hạ trung thành của Kim Quang Dao.

#### Bích Thảo
Bích Thảo là thị nữ thân cận của Tần phu nhân, bà là người được Tần phu nhân tin tưởng và nói ra quan hệ máu mủ giữa Kim Quang Dao và Tần Tố trước khi qua đời.

#### Tư Tư
Tư Tư thời còn trẻ là một kỹ nữ có tiếng ở Tư Thi Hiên, bà từng giúp đỡ mẹ con Kim Quang Dao khi họ bị làm nhục nên sau này Kim Quang Dao đã tha mạng và nhốt bà vào địa lao.

#### Mạnh Thi
Mạnh Thi là mẫu thân của Kim Quang Dao, thời trẻ là một kỹ nữ giỏi giang đủ cả cầm kỳ thi họa, nức tiếng một vùng. Bà cũng là người được Kim Quang Dao lấy nguyên mẫu khuôn mặt để đúc tượng Quan Âm. Bà rất yêu quý và hết lòng chăm sóc Kim Quang Dao.

#### Âu Dương Tử Chân
Âu Dương Tử Chân là thiếu chủ của Âu Dương thị, là một thiếu niên được Ngụy Vô Tiện nhận xét là đa tình. Thân thiết với Lam Tư Truy, Lam Cảnh Nghi và Kim Lăng.

#### Tần Thương Nghiệp
Tần Thương Nghiệp là thuộc hạ thân tín của Kim Quang Thiện, thế nhưng Kim Quang Thiện lại cưỡng gian phu nhân của ông và sinh ra Tần Tố, điều này ông vẫn chưa được biết.

## Chuyển thể
Tiểu thuyết đã được chuyển thể thành truyện tranh bản Trung, truyện tranh bản Nhật, kịch truyền thanh Trung, kịch truyền thanh Nhật, hoạt hình, kịch sân khấu và phim chiếu mạng.

### Truyện tranh bản Trung
Ma đạo tổ sư đã được Tencent Penguin Pictures chuyển thể thành bộ truyện tranh cùng tên, phát hành độc quyền trên Kuaikan manhua từ ngày 9 tháng 12 năm 2017. Tác giả minh họa là Mao Đoàn Tiểu Kiếm Kiếm (狂风吹裤裆) và HAloggz.

### Truyện tranh bản Nhật
Ma đạo tổ sư được Sony Music Entertainment Nhật Bản (SMEJ) chuyển thể thành truyện tranh cùng tên, phát hành từ ngày 31 tháng 10 năm 2024. Tác giả minh họa là Dae và ゆずりん( yuzurinwx).

### Kịch truyền thanh bản Trung
Kịch truyền thanh Ma đạo tổ sư được TrioPen Studio sản xuất và phát hành độc quyền trên Tai mèo FM từ ngày 1 tháng 6 năm 2018. Có hai bản thuộc Nhật và Trung.

### Phim hoạt hình
Hoạt hình Ma đạo tổ sư được Tencent Penguin Pictures và G.C May Pictures đồng sản xuất, phát hành độc quyền trên Tencent Video từ ngày 9 tháng 7 năm 2018, hiện đã công chiếu 3 phần. Bộ phim được trao giải Kim Long 2018 hạng mục Loại phim hoạt hình hay nhất.

### Kịch sân khấu
Ma đạo tổ sư được Nhật Bản chuyển thể thành kịch sân khấu cùng tên với đạo diễn là Naohiro Ise, được biểu diễn tại Tokyo từ ngày 22/ 3 - 30/3/2025 và Kyoto từ ngày 4/4 - 6/4/2025.

### Phim chiếu mạng
Trần Tình Lệnh là bộ phim truyền hình mạng chuyển thể từ tiểu thuyết Ma đạo tổ sư, được Tencent Penguin Pictures và New Style Media đồng sản xuất, phát hành độc quyền trên Tencent Video từ ngày 27 tháng 6 năm 2019. Được đánh giá là bộ phim thành công nhất trong mùa phim hè 2019 tại Trung Quốc.

## Ảnh hưởng
Ngày 3 tháng 9 năm 2018, có nguồn thông tin tuyên bố một giáo viên có phát biểu và nhận định không tốt về Ma đạo tổ sư nên đã bị fan hâm mộ công kích thân thể, cũng như tiến hành quấy rối lục lọi làm cho người này tự sát bất thành. Nguồn tin cũng tuyên bố sau vụ tự sát bất thành, giáo viên này bị truy tìm danh tính để có thể đối chất trực tiếp. Thông tin này trở thành chủ đề nóng trên mạng xã hội. Một ngày sau đó, báo Bình An Trùng Khánh tuyên bố không nhận được vụ án nào như thông tin trước đó đã đưa tin và cho rằng đây chỉ là tin đồn vô căn cứ. Về sau đã được cảnh sát chứng minh là do một anti-fan là học sinh dàn dựng.
Để phản hồi thông tin trên, tác giả Mặc Hương Đồng Khứu trả lời vấn đề này vào ngày 5 tháng 9 năm 2018 cùng với đoạn văn bản dài được đưa lên mạng xã hội Weibo. Tác giả cho biết rất buồn vì việc tác phẩm bị bình luận tiêu cực và so sánh với việc giống như người khác chỉ trích đứa con của bạn nói bậy nói bạ vậy. Tuy vậy, Mặc cũng nhận định: Ma đạo tổ sư đã là một tác phẩm quen thuộc với khán giả công cộng, vậy thì nó nên phải đối mặt với những sự việc này. Tác giả tiểu thuyết tuyên bố cô sẽ hỗ trợ những người bị hại vì bản thân cô hoặc tác phẩm của cô và chấp nhận hỗ trợ chi phí kiện tụng. Ngoài ra, nữ tác giả kêu gọi độc giả đừng dễ bị dẫn dắt, xúi giục.
Nói về việc quản lý nhóm fan mang danh nghĩa của tác phẩm, tác giả Mặc Hương Đồng Khứu phủ nhận sự liên hệ của mình.